# Arbejds- og organisationspsykolog
Arbejds- og organisationspsykolog (eller erhvervspsykologer) er en specialistuddannelse indenfor Psykologi. Formålet med uddannelsen er at uddanne psykologer med særlig viden omkring individers og gruppers adfærd i relation til organisationer og i relation til arbejdet samt viden om processer i organisationer. Denne viden kan i forbindelse med bl.a. organisations- og personaleudvikling, rådgivning omkring arbejdsklima, konfliktløsning, personalerekrutering m.m.

## Baggrund
Kun uddannede psykologer kan videreuddanne sig som arbejds- og organisationspsykolog, uddannelsen tager 5 år, og tilbydes på Københavns, Aarhus og Aalborg Universitet.
Mange arbejds- og organisationspsykologien var i 1970'erne præget af en venstreorienteret tilgang, de samarbejdede bl.a. i forummet "arbejdere-akademikere". En variant af arbejdspsykologi og personlig rådgivning omtales i vore dage som "coaching", dette udføres også af mennesker som ikke er uddannede psykologer

## Hawthorneeffekten
Et af de mest berømte studier i arbejdspsykologien er Hawthorne-studierne. Konklusionen på dette studie er omdiskuteret; fx mener nogle at det viser, at medarbejdere, der behandles godt humant, yder de bedre, mens andre mener at den vigtigste konklusion er, at mennesker slet og ret reagerer på at blive observeret.